# Route nationale 167a
Die N167A war eine französische Nationalstraße, die 1885 festgelegt wurde. Sie verlief von Locmaria-Grand-Champ aus nach La Reste und war drei Kilometer lang.  Ihre Nummer erhielt sie erst 1933. 1973 wurde sie abgestuft. Die Festlegung erfolgte im Zusammenhang mit der Truppenübungsanlage von Meucon.